# Paul Chabas
Paul Émile Chabas (ur. 1869 w Nantes, zm. 1937 w Paryżu) – francuski malarz.
Studiował w Académie des Beaux-Arts, jego nauczycielem był William-Adolphe Bouguereau. Malował portrety i akty, na jego twórczość duży wpływ miały liczne podróże, m.in. do Norwegii, Algierii i Grecji. Wystawiał w paryskim Salonie, gdzie był wielokrotnie nagradzany. Kawaler Legii Honorowej.
Największą popularność zyskał dzięki aktom. Jeden z jego obrazów, Wrześniowy poranek (Matinée de septembre), wywołał w 1912 r. skandal obyczajowy w Nowym Jorku. Obraz powstawał przez trzy lata we Francji, wystawiony w Salonie otrzymał złoty medal, nie wywołując kontrowersji. Artysta postanowił sprzedać go w Stanach Zjednoczonych, licząc na uzyskanie wyższej ceny. Wystawiony w witrynie galerii na Manhattanie jako September Morn, wzbudził oburzenie purytańsko nastawionej części społeczeństwa. Proces sądowy i rozgłos nadany przez prasę spowodowały, że obraz zyskał bardzo na popularności. Sprzedano miliony jego kopii dzięki reprodukcjom umieszczonym w książkach, czasopismach, pocztówkach, bombonierkach, a nawet na parasolach i szelkach. Obraz stał się jednocześnie symbolem kiczu i sukcesu osiągniętego przez skandal. Niemniej jednak był to jeden z najpopularniejszych obrazów na początku XX w. i wywarł znaczny wpływ na kulturę masową Ameryki.

## Galeria

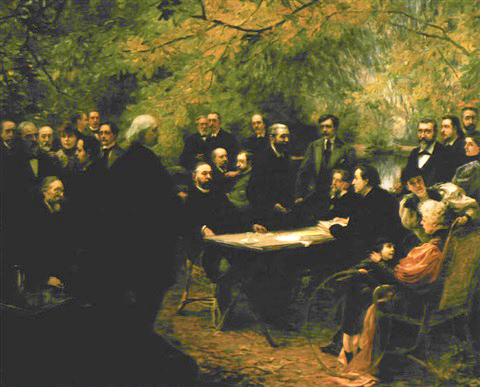
U Alphonse’a Lemerre’a, w Ville d’Avray - obraz Paula Chabasa prezentujący francuskich parnasistów; po prawej stronie stołu stoi, w krawacie, autor tego obrazu, 1895
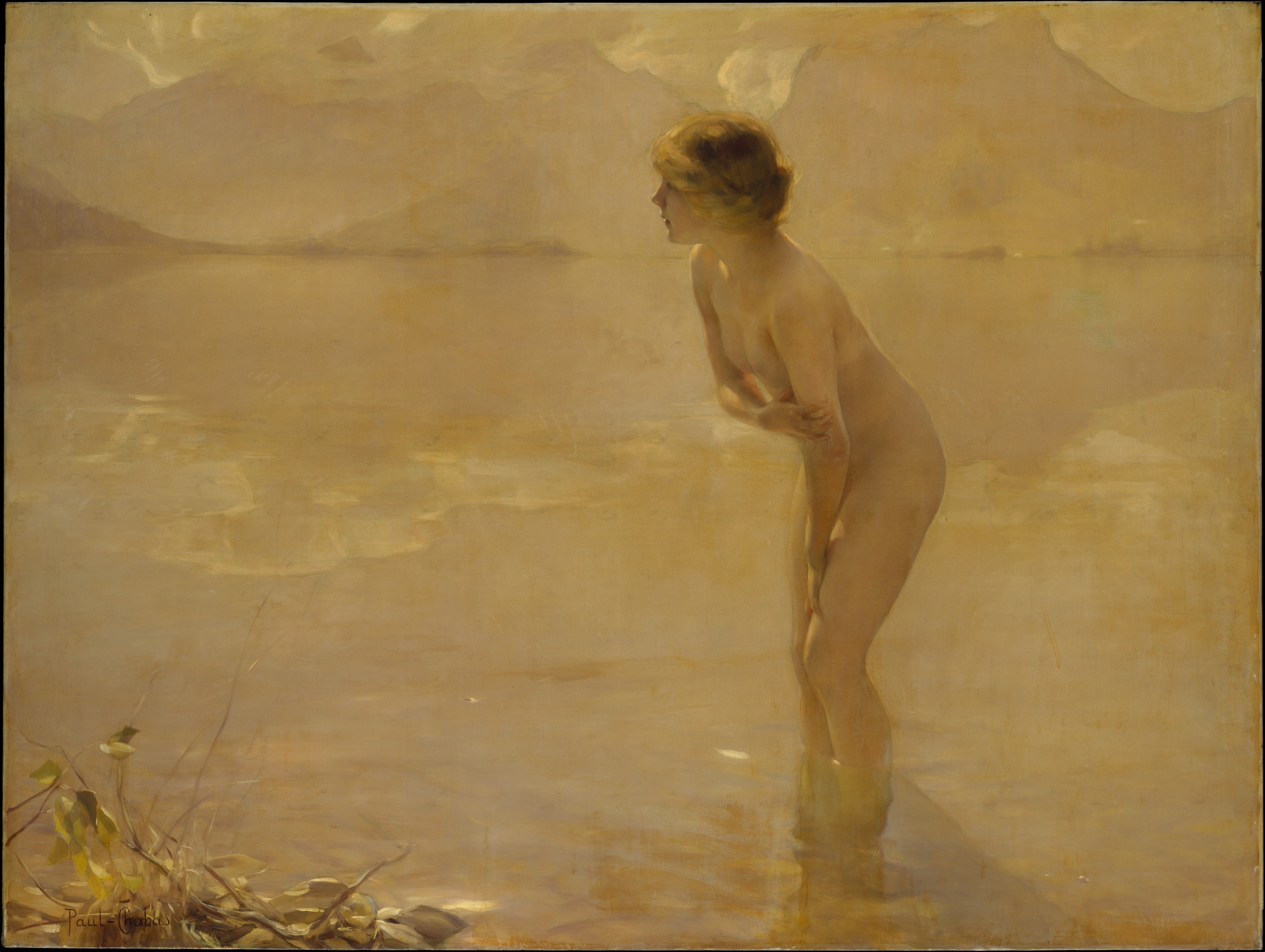
Wrześniowy poranek, 1912
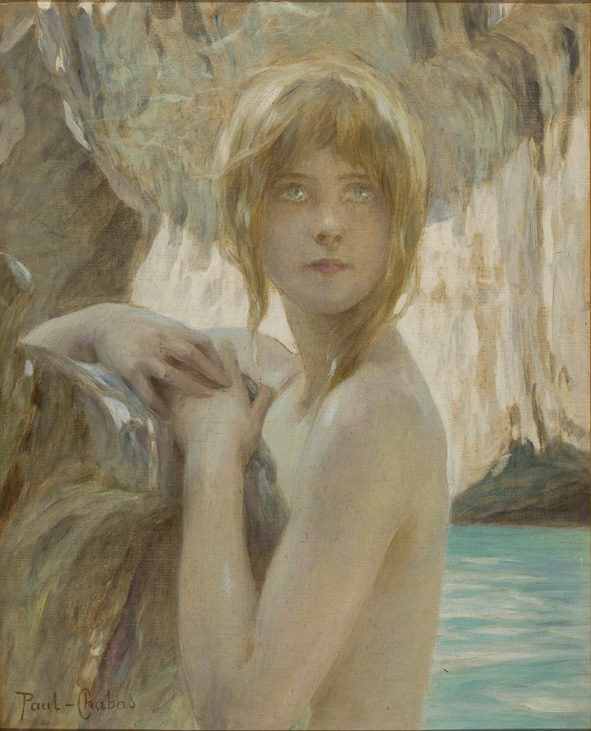
Jasnowłosa nimfa
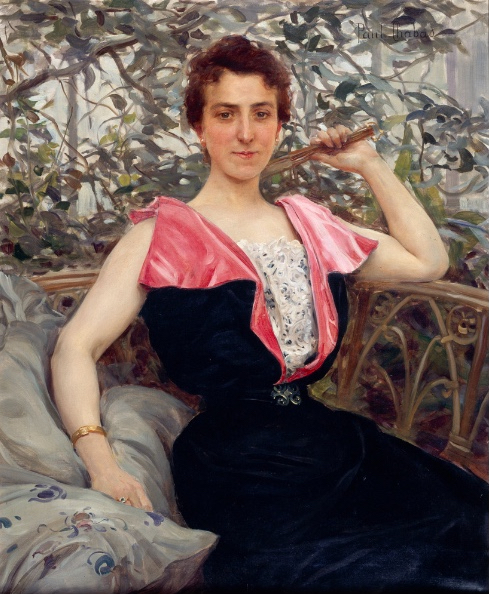
Pani Merlant